# Оттавіо Бугатті
Оттавіо Бугатті (італ. Ottavio Bugatti, нар. 23 вересня 1928, Лентате-суль-Севезо — пом. 13 вересня 2016, Сан-Пеллегрино-Терме) — італійський футболіст, що грав на позиції воротаря. По завершенні ігрової кар'єри — футбольний тренер.
Виступав, зокрема, за клуби «Наполі» та «Інтернаціонале», а також національну збірну Італії.

## Клубна кар'єра
Народився 23 вересня 1928 року в місті Лентате-суль-Севезо. Вихованець команди «Віс Нова» (Джуссано).
У дорослому футболі дебютував 1949 року виступами за команду клубу «Сереньо» з Серії В, в якій провів два сезони.
Після вильоту команди до Серії С у 1951 році, президент СПАЛа Паоло Мацца запросив Бугатті до свого клубу, який в тому сезоні дебютував у Серії А. Дебютував у елітному дивізіоні і сам Оттавіо, відразу ставши основним воротарем команди, провівши у її складі за два сезони 72 матчі в чемпіонаті.
Своєю грою за клуб з Феррари Бугатті привернув увагу президента «Наполі» Акілле Лауро, до складу якого воротар приєднався влітку 1953 року за 55 мільйонів лір. Відіграв за неаполітанську команду наступні вісім сезонів своєї ігрової кар'єри. Більшість часу, проведеного у складі «Наполі», був основним голкіпером команди. За команду з Неаполя Бугатті провів 256 матчів (13 результат за всю історію клубу).
1961 року, після вильоту «Наполі» до Серії В, Оттавіо, який вже був на той час капітаном команди, перейшов до «Інтернаціонале», за який відіграв 4 сезони. У міланському клубі виконував роль запасного воротаря спочатку Лоренцо Буффона, а після його уходу став дублером Джуліано Сарті. За цей час двічі виборював титул чемпіона Італії, а також по два рази ставав володарем Кубка чемпіонів УЄФА та Міжконтинентального кубка, хоча й у жодному з виграних фіналів на поле не виходив. Завершив професійну кар'єру футболіста виступами за «Інтернаціонале» у 1965 році.

## Виступи за збірні
16 липня 1952 року дебютував в офіційних іграх у складі національної збірної Італії в матчі проти збірної США (8:0) на Олімпійських іграх 1952 року у Гельсінкі. У другому матчі італійці з Бугатті у воротах поступились угорцям і покинули турнір, проте Оттавіо до 1958 року продовжив викликатись до збірної, за яку загалом провів у формі головної команди країни лише 7 матчів, пропустивши 13 голів.

## Кар'єра тренера
Розпочав тренерську кар'єру, повернувшись до футболу після тривалої перерви, 1975 року, увійшовши до тренерського штабу клубу «Салернітана».
В 1977 році недовго очолював СПАЛ, після чого входив до тренерського штабу клубу «Наполі».
Останнім місцем тренерської роботи був клуб «Кавезе», головним тренером команди якого Оттавіо Бугатті був до 1990 року.
Помер 13 вересня 2016 року на 88-му році життя у місті Сан-Пеллегрино-Терме.
| Дата       | Місто     | Господарі         | Результат | Гості      | Турнір                   | Голи | Примітки |
| ---------- | --------- | ----------------- | --------- | ---------- | ------------------------ | ---- | -------- |
| 16/07/1952 | Тампере   | США               | 0 – 8     | Італія     | ОІ 1952                  | -    |          |
| 21/07/1952 | Гельсінкі | Угорщина          | 3 – 0     | Італія     | ОІ 1952                  | -3   |          |
| 26/05/1957 | Лісабон   | Португалія        | 3 – 0     | Італія     | Відбір до ЧС 1958        | -3   |          |
| 04/12/1957 | Белфаст   | Північна Ірландія | 2 – 2     | Італія     | товариський матч         | -2   |          |
| 22/12/1957 | Мілан     | Італія            | 3 – 0     | Португалія | Відбір до ЧС 1958        | -    |          |
| 15/01/1958 | Белфаст   | Північна Ірландія | 2 – 1     | Італія     | Відбір до ЧС 1958        | -2   |          |
| 23/03/1958 | Відень    | Австрія           | 3 – 2     | Італія     | Кубок Центральної Європи | -3   |          |
| Усього     |           | Матчів            | 7         |            | Голів                    | -13  |          |

## Титули і досягнення
- Чемпіон Італії (2):

«Інтернаціонале»: 1962–63, 1964–65
- Володар Кубка чемпіонів УЄФА (2):

«Інтернаціонале»: 1963–64, 1964–65
- Володар Міжконтинентального кубка (2):

«Інтернаціонале»: 1964, 1965

## Фільмографія
Бугатті також взяв участь у комедійному фільмі «Страшний суд», в якому зіграв роль самого себе.